# Placa epifisária
A placa epifisária (ou placa do crescimento) é uma placa de cartilagem hialina localizada na metáfise da terminação dos ossos longos. A placa é encontrada em crianças e adolescentes, pois tem a função de auxiliar no crescimento ósseo.  Nos adultos, que já pararam de crescer, a placa é substituída por uma linha epifisária.

## Organização histológica
A placa epifisária apresenta uma morfologia muito específica com um arranjo em zonas.
| Zona da placa epifisária (da epífise para a diáfise) | Descrição |
| ---------------------------------------------------- | --- |
| Zona de reserva                                      | São encontrados condrócitos quiescentes na região terminal da epífise.                                                               |
| Zona de proliferação                                 | Os condrócitos realizam várias mitoses sob a influência do hormônio do crescimento.                                                  |
| Zona de maturação e hipertrofia                      | Os condrócitos interrompem as mitoses e começam a sofrer hipertrofia devido ao acúmulo de glicogênio, lipídios e fosfatase alcalina. |
| Zona de calcificação                                 | Os condrócitos sofrem apoptose. A matriz cartilaginosa começa a ser calcificada.                                                     |
| Zona de ossificação                                  | Os osteoclastos e os osteoblastos da diáfise penetram na cartilagem calcificada e a substituem por tecido ósseo mineralizado.        |